# Pernštejnské Jestřabí
Pour les articles homonymes, voir Jestřabí.
Pernštejnské Jestřabí (en allemand : Jestrab bei Pernstein) est une commune du district de Brno-Campagne, dans la région de Moravie-du-Sud, en République tchèque. Sa population s'élevait à 192 habitants en 2020.

## Géographie
Pernštejnské Jestřabí se trouve à 32 km au nord-ouest de Brno et à 63 km au nord de Prague.
La commune est limitée par Olší au nord-ouest, par Doubravník au nord-est, par Borač et Kaly à l'est, par Horní Loučky au sud et par Skryje à l'ouest.

## Histoire
La première mention écrite du village date de 1364.

## Administration
La commune se compose de quatre quartiers :
- Husle
- Jilmoví
- Maňová
- Pernštejnské Jestřabí